# جریان دوم شعر نو ترکیه
جریان دوم شعر نو ترکیه (تجدد دوم) (به ترکی استانبولی: [] Error: {{Lang}}: فاقد متن (راهنما)، İkinci Yeni)، «ایکینجی ینی» یا تجدد دوم جمعی متشکل از شاعرانی چون «ادیب جانسور»، «ایلهان برک»، «جمال ثریا» و «تورگوت اویار» در سال ۱۹۵۰ است. این جریان دردوره ای که اثرات موج اول شعر نو ترکیه (غریب چی لر) و نسل سوسیالیست‌های واقع گرا ۱۹۴۰، به شدت حس می‌شد به وجود آمد. پدر این سبک شعر ترکی را می‌توان «مظفر ایلهان اردوست» دانست. به گفته شاعر پیشگام این دوره شعری «اجه آیهان»، اصطلاح «شعر اجتماعی» هم به گاهی برای این سبک به کار می‌رود. کتابی که موجب تولد این سبک شعری شد کتاب «اورچینکا» نوشته «جمال ثریا» ست. اولین نمونه‌هایش در روزنامه «پازار پوستاسی» (نامه یکشنبه) بین سال‌های ۱۹۵۱ تا ۱۹۵۹ منتشر شد. همچنین در همان زمان، این روزنامه «جریان دوم شعر نو» را برجسته ساخت. این جریان با یک تصویری متفاوت همراه با دلالت‌های ضمنی و انتزاعی، در جستجوی یافتن یک سخن جدید در شعر ترکیه است. ویژگی‌های مشترک این دوره، شکستن الگوهای معمول زبان، قوی ساختن، تغییر دادن یا از بین بودن قوانین نگارش، است.
شاعران این جریان با نیروی خیال و احساسات به شعر ارزش بخشیدند و احساساتی مانند تنهایی فردی، سختی‌ها و ناسازگاری با محیط را به کار گرفتند. آنچه را که می‌خواستند بگویند با زبانی انتزاعی بیان کردند. هدف این شاعران علاوه بر فهماندن احساسات، حس کردن این حس‌ها ی شاعرانه بود.

## نقد
با توجه با فشار سیاسی این دوره، شاعران این جریان به دلیل گریز از فرم‌های معمول مورد انتقاد فراوان قرار گرفتند. با وجود اینکه به دلیل عدم فهم شعرهایشان با مخالف‌های زیادی روبرو شدند اما به نوشتن شعرهایشان ادامه دادند.

## ترجمه به فارسی
از سال ۱۹۵۵ شاعران جوان ترک جریانی را با عنوان شعر نو دوم در مقایسه با جریان غریب که بعد از آن، شعر نو اول نام گرفت، آغاز کرده و با شعارهایی چون «مفهوم در شعر ضروری نیست» و «مفهوم در شعر تصادفی است» راه خود را پیش بردند. بعد از خارج شدن شعر نو دوم از بستر شعری ترکیه، جریانات کوچک دیگری نیز به وجود آمدند که بیشتر به پرتاب تیر در تاریکی مانند بودند. کتاب «برای عاشق شدن دیر است، برای مردن زود» ترجمه «آیدین روشن» و «میراندا میناس» (نشر امرود) مجموعه‌ای از اشعار شاعران جدید ترکیه از جمله شاعران معروف این دوره همچون «اجه آیهان»، «جمال ثریا» و «ایلهان برک» است.

## جریان‌های ادبی ترکیه در دوره جمهوریت
- هفت هجایی‌ها
- پنج مشعل دارها
- موج اول شعر نو (غریبچیلر)
- جریان دوم شعر نو
- شعر دوره درک و لذت ادبیات ملی
- شعر اجتماعی و آزاد
- نسل بعدی شعر اجتماعی